# 台北飄雪
《台北飄雪》是中國大陸、日本、香港、台灣聯合製作拍攝的劇情片，由中國大陸導演霍建起執導。主要拍攝地點於台灣的菁桐車站與台北市區，唯美的構圖與運鏡，將菁桐的美呈現得淋漓盡致。

## 演員
- 陳柏霖 飾 小莫（香港TVB粵語配音：李鎮然）
- 童　瑤 飾 May（香港TVB粵語配音：何璐怡）
- 莫子儀 飾 傑克（香港TVB粵語配音：關令翹）
- 蔡淑臻 飾 Lisa（香港TVB粵語配音：朱妙蘭）
- 楊祐寧 飾 阿雷（香港TVB粵語配音：蘇強文）
- 紀培慧 飾 文文（香港TVB粵語配音：魏惠娥）
- 金士傑 飾 馬爺爺（香港TVB粵語配音：黃子敬）
- 王　琄 飾 餐廳老闆娘（香港TVB粵語配音：伍秀霞）
- 范竹华 飾 房东太太（香港TVB粵語配音：蔡惠萍）
- 徐思晨 飾 玛丽（香港TVB粵語配音：何寶珊）
- 黄宗信 飾 街头艺人（香港TVB粵語配音：黃啟昌）
- 陈逸婷 飾 小莫母亲
- 吴国州 飾 晚会男主持人（香港TVB粵語配音：陳廷軒）
- 宝　儿 飾 晚会女主持人（香港TVB粵語配音：許盈）
- 王岳棠 飾 年轻小莫

## 劇情
年輕女歌手May（童瑤飾演）在歌迷見面會前夕意外失蹤，音樂公司經紀人（蔡淑臻飾演）與製作人（楊祐寧飾演）著急的找尋May的下落，希望透過報社記者（莫子儀飾演）關係得到May的消息。May來到菁桐，認識了少年小莫。小莫從小喪父，母親又離家出走，和奶奶相依為命。小莫為了等待母親回家，留在菁桐。

## 影展
- 2009年10月19日：入圍第22屆東京國際影展正式競賽
- 2010年10月30日：台灣高雄電影節[1]
- 2011年9月15日：日本台灣影展

## 外部連結
- 台北飄雪的Facebook專頁
- Yahoo奇摩電影上《台北飄雪》的資料（繁體中文）
- MSN娛樂上《台北飄雪》的資料（繁體中文）

- 開眼電影網上《台北飄雪》的資料（繁體中文）
- 豆瓣电影上《台北飄雪》的資料 （简体中文）
- 时光网上《台北飄雪》的資料（简体中文）
- AllMovie上《台北飄雪》的资料（英文）
- 香港影庫上《台北飄雪》的資料（繁體中文）
- 互联网电影数据库（IMDb）上《台北飄雪》的资料（英文）